# 史蒂夫·米勒
史蒂文·哈沃斯·米勒（英語：Steven Haworth "Steve" Miller，1943年10月5日—）藝名史蒂夫·米勒是美國吉他手、歌手和詞曲作者，被譽為史蒂夫米勒樂團的領導人物。他從藍調和藍調搖滾開始他的職業生涯，後來朝向更加流行的音樂，從1970年代中期到1980年代初期，創造一系列非常受歡迎的單曲和專輯。2016年被引入搖滾名人堂。

## 年輕時期
米勒出生在威斯康星州的密爾瓦基，首次接觸到他母親貝莎的音樂，他被描述是一位傑出的爵士樂歌手，還有他的醫生父親喬治，被稱為“桑尼”(Sonny)的人，除了他的職業是一位病理學家，也是一名爵士樂愛好者，並且是業餘錄音室工程師。吉他演奏家萊斯·保羅和其音樂伴侶瑪麗·福特是米勒家的常客。米勒醫師和夫人在萊斯·保羅和瑪麗·福特1949年12月的婚禮上是最體面的男人和女幫手。萊斯·保羅聽說史蒂夫四歲時，由米勒醫生在電台錄製的製作，而這位年輕人正在用他的叔叔凱特戴爾阿特伯里博士送給他的吉他後，轟然離開。保羅鼓勵米勒繼續對吉他感興趣……並且說“也許他有一天會成為事物。”
1950年他們舉家搬遷到德克薩斯州，桑尼有許多傑出的音樂家來到家中錄製歌曲，史蒂夫吸收了許多客廳裡錄音的許多“精彩”，比如丁骨·沃克、查爾斯·明格斯和塔爾·法洛。在1952年T-Bone Walker教史蒂夫如何在他的背後和用他的牙齒彈奏吉他。後來在1955年史蒂夫開始參加達拉斯的聖馬克學校，這是一個非教派的男生預備學校，他成立了他的第一個學校樂團，“The Marksmen”。他教他的哥哥Buddy演奏貝斯，並指導他的同學後來也成為音樂明星的伯茲·史蓋茲一些吉他和弦，以便他可以加入樂團。離開聖馬克後，“我被踢出”，在2004年接受採訪時他笑著說- 然後
，他就讀了在達拉斯雷克伍德地區的伍德羅·威爾遜高中，在1961年畢業。於2009年他入選伍德羅名人堂，另一位入選者是ZZ Top樂團的成員達斯蒂·希爾。

## 外部連結
- Steve Miller Band Official Site（页面存档备份，存于）
- Steve Miller在Allmusic上的頁面
- Steve Miller在互联网电影资料库（IMDb）上的資料（英文）
- "Rock legend Steve Miller on his first new album in 17 years" – Entertainment Weekly 6/14/2010（页面存档备份，存于）
- "Steve Miller Band and Preservation Hall Jazz Band make their Austin City Limits debuts." PBS 2011（页面存档备份，存于）